# Лютфиск
Лютфиск (на шведски: lutfisk) или лютефиск (на норвежки: lutefisk) или на фински: lipeäkala е традиционно ястие за Северните страни, приготвяно от неосолена бяла риба. Името означава буквално „лугава риба“ и произлиза от това, че в приготовлението участва натриева или калиева основа.

## Приготовление
Лютфиск се приготвя от изсушена бяла риба (най-често треска), която се кисне в разтвор на основа (натриева или калиева) по определен начин. Първоначално неосолената риба се накисва в студена вода за пет или шест дни, като водата се сменя ежедневно. След това рибата се оставя да престои в разтвор на основа в студена вода за около два дни. В този момент рибата набъбва и белтъчното ѝ съдържание намалява с 50%, а консистенцията ѝ става желатинообразна. Когато третирането с основа приключи, pH и е около 11 – 12 – т.е. силно основно. За да може да се консумира, рибата се оставя да кисне за четири до шест дни в студена вода, като водата отново се сменя ежедневно. След края на това третиране, рибата е готова за готвене.
Във Финландия, традиционен компонент за приготвянето на лютфиск е брезова пепел. Тя съдържа високи нива на калиев карбонат и калиев хидрогенкарбонат, а те от своя страна дават по-меко третиране на месото от различните основи. Важно рибата да не се оставя много дълго в основа, защото може да се предизвика осапунването на мазнините и превръщането на рибата в сапун. Във Финландия развалената по този начин риба се нарича сапунена риба (saippuakala).

## Готвене
След третирането с основи и неутрализацията, трябва да се внимава рибата да не се разпадне на парчета.
Така полученият лютфиск не се нуждае от допълнително количество вода при готвене, затова се поставя в тиган или тенджера, с плътно затворен капак, и се готви под пара за 20 – 25 минути. Възможно е и печене във фурна, но отново със задушаване (най-често с алуминиево фолио).
Друг вариант е да се вари на пара.
Когато готвенето завърши, всички следи от рибата трябва да се отстранят незабавно, защото остатъците след престояване не могат да бъдат лесно премахнати. Сребърни съдове също не са препоръчителни за използване, защото рибата разрушава среброто, затова неръждаема стомана е за предпочитане.

## Консумация
В Северните страни, сезонът за лютфиск започва от ноември и продължава до Коледа.
Рибата се сервира с някакво допълнително ястие като бекон, зелен боб, грах, картофи, разтопено масло, козе сирене и други. Вкусът на добре приготвената риба е много слаб и почти недоловим, затова често се сервира с бял сос и черен пипер за допълнително овкусяване. Поднася се с бира или аквавит.
Често лютфикс влиза в менюто на тържествени вечери и празненства. Превръща се в деликатес през последните десетилетия, преди това е била просто традиционно достъпно месо.

## Хумор, свързан с лютфиск
Почитателите на лютфикс често са обект на критика и шеги от страна на скептиците, като сравненията варират от отрова за плъхове (в което има известна истина, поради следовите количества от неестествени аминокиселини, получени в реакция с основа) до оръжие за масово унищожение. Няколко примера за това са:
- Цитат от Гарисон Кейлор:

| „ | На всеки Адвент влизаме в чистилището на лютефиск, отблъскващо желатинозно рибоподобно ястие, което има вкус на сапун и миризма, на която би завидяла и коза. Ние правим това в чест на нашите норвежки прародители, подобно на ситуация, в която оцелелите след глад биха пирували с брестова кора. Винаги чувствам студените тръпки, когато коледните пости наближат, знаейки, че ужасният деликатес ще бъде поднесен пред мен и ще ми бъде казано – „Хапни поне малко“. Хапването на малко, е като повръщането на малко – също толкова неприятно, колкото и на много. | “ |

- Интервю с Джефри Стейнгартен, автор на The Man Who Ate Everything („Човекът, който ядеше всичко“):

| „ | — Лютефиск не е храна, това е оръжие за масово унищожение. Това е единственото изключение за човек (като мен), ядящ всичко. Иначе съм страшно либерален, с удоволствие ям червеи и насекоми, но съм прокарал линията при лютефиск. — Какво е специалното при лютефиск? — Лютефиск е норвежкият опит за завладяването на света. Когато те са установили, че викингските набези не са осигурили световно господство, те са създали ястие толкова ужасяващо, толкова подло, че са могли да накарат хората да приемат нечие господство. И ако не греша, и вие можете да го приготвите. — Но някои хора казват, че харесват лютефиск. Мислите ли, че казват истината? — Не знам. От всички налични храни лютефиск е единствената, която не мога да понасям. Не мога просто да реша дали е прекрасна или отвратителна, дали вкусът е интересен или обикновен. Единственото нещо, което знам е, че харесвам бекон, горчица и лефсе. Лютефиск е пример за храна, която почти няма вкус на нищо, но толкова пълна с емоции, че вкусът се забравя. | “ |

Разбира се, това са извадки с хумористична нотка и не бива да развалят впечатлението от ястието.